# Nicaré I
Nicaré I (em egípcio: N-k3-rˁ) foi um faraó da VII ou VIII dinastia durante o começo do Primeiro Período Intermediário (2181–2055 a.C.). Segundo os egiptólogos Kim Ryholt, Jürgen von Beckerath e Darrell Baker, foi o nono faraó da VIII dinastia. Só é conhecido com certeza graças à Lista Real de Abido, uma lista de reis feita no reinado de Seti I, onde seu nome aparece na 48ª entrada. Nicaré também pode ter sido mencionado no Cânone de Turim, mas seu nome e duração do reinado foram perdidos devido a uma grande lacuna que afetou os reis 2 a 11 da VIII dinastia.
De acordo com o egiptólogo Peter Kaplony, um único selo cilíndrico de faiança pode ter o nome de Nicaré e, portanto, ser a única atestação contemporânea dele. Uma placa de ouro, agora no Museu Britânico, está inscrita com seu nome junto com o de Nefercamim I, no entanto, acredita-se agora que este objeto seja uma falsificação moderna.